# اریک وارطانیان
اریک وارطانیان (ارمنی: Էրիկ Վարդանյան؛ زادهٔ ۷ ژوئن ۱۹۹۸) بازیکن فوتبال اهل ارمنستان است که در پست هافبک برای باشگاه سوچی روسیه و تیم ملی فوتبال ارمنستان بازی می‌کند.

## باشگاهی
از باشگاه‌هایی که در آن بازی کرده‌است می‌توان به پیونیک و میکا اشاره کرد.

## تیم ملی
وی همچنین در تیم ملی فوتبال ارمنستان بازی کرده‌است. وارطانیان نخستین بازی ملی خود را که یک بازی دوستانه بود در تاریخ ۹ نوامبر ۲۰۱۷ در ایروان در مقابل بلاروس انجام داده‌است.

## آمار

### باشگاهی
=
تا تاریخ match played ۲ مارس ۲۰۱۹
| باشگاه                    | فصل          | لیگ          | لیگ    | لیگ  | جام حذفی | جام حذفی | قاره ای | قاره ای | سایر   | سایر | در مجموع | در مجموع |
| باشگاه                    | فصل          | دسته         | حضورها | گل‌ها | حضورها   | گل‌ها     | حضورها  | گل‌ها    | حضورها | گل‌ها | حضورها   | گل‌ها     |
| ------------------------- | ------------ | ------------ | ------ | ---- | -------- | -------- | ------- | ------- | ------ | ---- | -------- | -------- |
| پیونیک                    | ۲۰۱۵–۱۶      | لیگ برتر     | ۰      | ۰    | ۰        | ۰        | ۰       | ۰       | -      | -    | ۰        | ۰        |
| پیونیک                    | ۲۰۱۶–۱۷      | لیگ برتر     | ۱۰     | ۰    | ۱        | ۰        | ۰       | ۰       | -      | -    | ۱۱       | ۰        |
| پیونیک                    | ۲۰۱۷–۱۸      | لیگ برتر     | ۲۰     | ۴    | ۲        | ۰        | ۱       | ۰       | -      | -    | ۲۳       | ۱        |
| پیونیک                    | ۲۰۱۸–۱۹      | لیگ برتر     | ۸      | ۴    | ۰        | ۰        | ۰       | ۰       | -      | -    | ۸        | ۴        |
| پیونیک                    | در مجموع     | در مجموع     | ۳۸     | ۸    | ۳        | ۰        | ۱       | ۰       | -      | -    | ۴۲       | ۸        |
| باشگاه فوتبال میکا (قرضی) | ۲۰۱۵–۱۶      | لیگ برتر     | ۱      | ۰    | ۰        | ۰        | –       | –       | –      | –    | ۱        | ۰        |
| Career total              | Career total | Career total | ۳۹     | ۸    | ۳        | ۰        | ۱       | ۰       | -      | -    | ۴۳       | ۸        |

### گل‌های ملی
| #  | تاریخ         | ورزشگاه                                          | حریف   | گل زده | نتیجه | رقابت        | منبع  |
| -- | ------------- | ------------------------------------------------ | ------ | ------ | ----- | ------------ | ----- |
| ۱. | ۹ نوامبر ۲۰۱۷ | ورزشگاه جمهوریت وازگن سارگسیان، ایروان، ارمنستان | بلاروس | ۴–۱    | ۴–۱   | بازی دوستانه | [ ۳ ] |